# 何平 (记者)
何平（1957年1月—），男，祖籍浙江温州，生于北京，中华人民共和国记者，曾任新华社社长、党组书记，中共第十七届、十八届、十九届中央纪委委员。

## 生平
何平1957年1月出生于北京市，祖籍浙江省温州市。
1976年3月到北京市昌平县中越友好公社插队。
1978年2月，作为恢复高考后的首届高考生，进入北京大学中文系新闻专业学习。
1982年2月毕业后加入新华社工作，任新华社国内部编辑、记者。
1991年11月，任新华社国内部政治编辑室副主任。
1995年5月，任新华社国内部主任助理。同年12月，任新华社总编室总编辑助理。
1998年5月，升任新华社总编室副总编辑（正局级）。
1999年12月，任新华社总编室副总编辑兼国内部主任。
2000年7月，任新华社党组成员、总编室副总编辑兼国内部主任。
2001年4月，任新华社副社长、党组成员兼总编室副总编辑。2005年5月，兼任新华社党组副书记。2006年10月，兼任中华全国新闻工作者协会副主席。
2007年8月起，任新华社总编辑、党组副书记。
2020年10月，升任新华社社长、党组书记，继续兼任总编辑至2021年6月。2021年12月，当选为中华全国新闻工作者协会主席。
2022年6月7日，不再担任新华社社长职务。2022年6月22日，被增补为第十三届全国政协委员、全国政协文化文史和学习委员会副主任。
中国共产党第十七至十九届中央纪律检查委员会委员。

## 荣誉奖励
- 全国百佳新闻工作者（1994年）[1][9]
- 范长江新闻奖（1998年）[1][10]
- 中国新闻奖
  - 特别奖（1996年）[1][11]
  - 特别奖（1998年）[1][11]
  - 一等奖（2003年）[1][12]
  - 一等奖（2012年）[1][13]
- 第五届优秀国产纪录片奖（2016年）[1][14]
- 第六届北京国际微电影节“光年奖·最佳纪录片奖”（2016年）[1][15]